# 朱仙镇木版年画
朱仙镇木版年画，是河南省開封縣朱仙镇所生產的木版年畫，源于唐，兴于宋，是中国木版年画最古老的一种。中国现在著名的天津楊柳青年畫、河北省武強年畫、蘇州桃花塢年畫、山東省淄博年畫多是从朱仙镇流传出去的。
朱仙镇年画的特点是线条粗犷，人物形象生动，内容多是中国古代神话传说、英雄人物。